# Pierre Coupel
Pierre Coupel (* 23. September 1899 in Coutances, Département Manche; † 1. Juli 1983) war ein französischer Bauforscher.
Pierre Coupel erwarb sein Diplom als Architekt und arbeitete von 1931 bis 1946 bei der französischen Antikenverwaltung in Syrien und im Libanon. Ab 1956 arbeitete er beim Service d’architecture antique des CNRS in Paris (heute Institut de recherche sur l’architecture antique).
Er forschte in Syrien (Baalbek, Krak des Chevaliers, Philippopolis) und Kleinasien, wo er ab 1958 in Xanthos mit Pierre Demargne sowie Pierre Devambez und ab 1963 mit Henri Metzger Ausgrabungen durchführte.

## Veröffentlichungen
- mit Paul Collard: L’autel monumental de Baalbek. Geuthner, Paris 1951.
- mit Edmond Frézouls: Le théâtre de Philippopolis en Arabie. Geuthner, Paris 1956.
- mit Pierre Demargne : Le monument des Néréides. L’architecture (= Fouilles de Xanthos Bd. 3). Klincksieck, Paris 1969.
- mit Paul Collard: Le petit autel de Baalbek. Geuthner, Paris 1977.
- mit Claude Cahen, Jean Lauffray, Christiane Decamps de Mertzenfeld: La défense du Comté de Tripoli et de la Principauté d’Antioche : étude historique, géographique, toponymique et monumentale. Geuthner, Paris 1977.
- mit William A. P. Childs, Pierre Demargne, Anca Lemaire: Le monument des Néréides. Le décor sculpté (= Fouilles de Xanthos Bd. 8). Klincksieck, Paris 1989.